# 573
Évszázadok: 5. század – 6. század – 7. század
Évtizedek: 520-as évek – 530-as évek – 540-es évek – 550-es évek – 560-as évek – 570-es évek – 580-as évek – 590-es évek – 600-as évek – 610-es évek – 620-as évek
Évek: 568 – 569 – 570 – 571 –  572 – 573 – 574 – 575 – 576 – 577 – 578

## Események

### Bizánci Birodalom
- A bizánci-perzsa háborúban a Markianosz (II. Iusztinosz császár unokatestvére) által vezetett sereg megfutamítja a perzsákat, majd ostrom alá veszi Niszibiszt. A császár azonban attól tart, hogy Markianosz trónkövetelő lesz és leváltja. A vezérváltás zűrzavarhoz vezet a bizánci seregben és feladják az ostromot.
- I. Huszrau perzsa király eközben állítólag 140 ezres hadsereget gyűjt az ellentámadáshoz, majd négyhónapos ostrom után elfoglalja Darát, a határt védő fontos erődöt. Egy kisebb perzsa sereg betör Szíriába és kifosztja a védtelen kisebb városokat, többek között Apameát.
- A császár elmebetegsége miatt felesége, Szophia, valamint Tiberius Constantinus hadvezér veszik át az állam irányítását és 45 ezer aranyért egy éves fegyverszünetet vásárolnak a perzsáktól, amit később évi 30 ezerért öt évre hosszabbítanak meg. A fegyverszünet csak a mezopotámiai frontra vonatkozik, a Kaukázusban folytatódik a háború.

### Európa
- I. Sigebert és I. Chilperic frank társuralkodók között újra fellángol a háború. Sigebert elfoglalja Poitiers-t, Chilperic Tournaiba menekül.
- Sigebert utasítására Georgius Florentiust Tours püspökévé szentelik.
- II. Cleph longobárd király elfoglalja Toszkánát és már a bizánciak itáliai fővárosa, Ravenna határában jár.
- Liuvigild vizigót király maga mellé veszi uralkodótársul két fiát, Hermenegildet és Reccaredet és kinevezi őket Toledo és Narbonne hercegévé.

## Születések
- Abu Bakr, Mohamed próféta apósa, az első kalifa

## Halálozások
- Narszész, bizánci politikus és hadvezér

## Fordítás
- Ez a szócikk részben vagy egészben  a(z)   573 című angol Wikipédia-szócikk ezen változatának fordításán alapul.  Az eredeti cikk szerkesztőit annak laptörténete sorolja fel. Ez a jelzés csupán a megfogalmazás eredetét és a szerzői jogokat jelzi, nem szolgál a cikkben szereplő információk forrásmegjelöléseként.